# إد تاونسند
إد تاونسند (بالإنجليزية: Ed Townsend)‏ هو كاتب أغاني أمريكي، ولد في 16 أبريل 1929، وتوفي في 13 أغسطس 2003 بسبب نوبة قلبية.

## وصلات خارجية
- إد تاونسند على موقع IMDb (الإنجليزية)
- إد تاونسند على موقع ميوزك برينز (الإنجليزية)
- إد تاونسند على موقع إن إن دي بي (الإنجليزية)
- إد تاونسند على موقع أول ميوزيك (الإنجليزية)
- إد تاونسند على موقع ديسكوغز (الإنجليزية)
- إد تاونسند على موقع قاعدة بيانات الفيلم (الإنجليزية)